# 戦車道ボードゲーム ぱんつぁー・ふぉー!
『戦車道ボードゲーム ぱんつぁー・ふぉー!』は、アニメ『ガールズ&パンツァー』を題材にしたボードゲームである。ゲームデザインは堀場亙。2014年6月14日に国際通信社から発行された。

## 概要
『ガールズ＆パンツァー』の世界で行われている「戦車道」の試合をテーマにした作品である。食玩「ワールドタンクミュージアム」に付属していたミニチュアの戦車で遊ぶコンセプトのゲーム「ワールドタンクバトルズ」がルールの元となっている。

## コンポーネント
フルカラー印刷のルールブック（DVD1枚封入）、44種類の戦車などを収録した駒シート2枚、大洗町などの地図が描かれた両面マップ3枚、カード96枚を収録したシート3枚が袋に入っているというコンポーネントで、書籍扱いのため書店でも注文可能である。ゲームを遊ぶためには、この他に6面体サイコロ2個が必要である。また射線を確認するため、紐または定規もあると良い。

### DVD
秋山優花里と五十鈴華が、実際のプレイ内容を解説する内容である。ルールブック1ページには、ルールブックにルールを読む前にDVDを視聴するように指示されている。五十鈴がサンダース大学付属高校、秋山が大洗女子学園を担当して実際に対戦していて、このDVD目当てで本作品を購入した人もいるという。

### 駒
戦車
1駒（ユニット）は戦車1台を表す。アニメに登場した戦車が全て駒になっている他、公募した中から人気の高い戦車数種が付録として収録されている。戦車にはそれぞれ、移動力や射撃力、前部装甲値、側面装甲値、背面装甲値などのパラメーターがある。
キャラクター
ガルパンの著名な登場人物（1人またはチーム）も駒になっている。戦車の駒の上に重ねることによって戦車に乗っていることを表し、戦車のパラメーターに様々な効果をもたらす。
その他
フラッグ車、煙幕、残骸などの駒がある。

## ゲームの進行
ゲームは2人のプレイヤーが互いに山札からカードを引き、手札の中のカードを出すことによって行動を宣言する。カードの種類は移動、射撃、イベント、強制（ハプニング）などがある。移動はヘクスマップの上で移動力を消費して行い、射撃は目標との距離や射線を確認するなど、ウォーゲームの基本的な概念が用いられている。

## シナリオ
練習試合から始まり、聖グロリアーナ女学院戦、サンダース大学付属高校戦、アンツィオ高校戦、プラウダ高校戦、黒森峰女学園戦、これに加えて連続シナリオやトーナメント戦のシナリオが収録されている。各シナリオにはそれぞれ特別ルールと選択ルールが設定されている。もちろんシナリオを自作することも可能。

## 評判
『Role&Roll』118号における鈴木銀一郎の連載によると、2014年6月1日のゲームマーケット2014春で国際通信社がブース出展して本作品を先行販売したところ、ブースに行列ができて、用意した270セットがすぐに完売してしまったとのことである。「ウォーゲームを買うための行列なんて初めてのことではないか」。また実際にサンダース大学付属高校でプレイしたところ、欲を言えば背面装甲値がもう少し低くしても良かったのではないかと感想を述べている。

## 書誌情報
- 『戦車道ボードゲーム ぱんつぁー・ふぉー!』 2014/06 国際通信社 ISBN 978-4-434-19283-8